# Томаш Стриєк
Томаш Анджей Стриєк (пол. Tomasz Andrzej Stryjek, нар. 14 вересня 1964 року, Варшава) – польський історик, фахівець із модерної історії та історіографії України, науковий працівник Інституту політичних студій ПАН у Варашаві, ад'юнкт-професор політології Люблінського католицького університету.

## Освіта і професійна діяльність
У 1988 році закінчив історичний факультет Варшавського університету, потім аспірантуру в Школі суспільних наук Польської Академії Наук. В 1988-1995 роки працював вчителем історії в VI Загальноосвітньому Ліцеї ім. Тадеуша Рейтана у Варшаві.
З 1996 року працює в Інституті Політичних Досліджень ПАН, де у 1998 р. отримав ступінь доктора наук, тема дисертації: «Українська національна ідея міжвоєнного періоду. Аналіз вибраних концепцій», а науковим керівником — професор Йоанна Курчевська. 2008 року отримав ступінь доктора наук.
Викладає, зокрема політику пам'яті та історичну політику в міжнародних відносинах в Collegium Civitas у Варшаві. З 2009 року працює також у Католицькому Університеті в Любліні, як викладач історії для студентів-політологів.
Є автором багатьох публікацій з історії України.
У 2014 отримав Премію ім. Єжи Гедройца як співавтор книги «Війна після війни. Антирадянське підпілля в Центрально-Східній Європі у період 1944-1953».

### Українською
- Невловні категорії: нариси про гуманітаристику, історію і політику в сучасних Україні, Польщі і Росії / Пер. з польської С. Сєряков, В. Склокін, І. Склокіна, А. Павлишин, ред. В. Склокін. Київ: Ніка-Центр, 2015.
- Фашизм чи інтеґральний націоналізм? ОУН у сучасних публічних дискусіях і в історіографічній та політологічній перспективі [Архівовано 30 серпня 2019 у Wayback Machine.] // Україна Модерна. — 2013, №20.